# Microsoft Office 2007
Microsoft Office 2007 es una versión de la suite ofimática Microsoft Office de Microsoft y sucesora de Microsoft Office 2003. Originalmente conocido como Office 12 durante su ciclo beta, fue lanzado el 30 de noviembre de 2006 al mercado empresarial y el 30 de enero de 2007 al público en general, coincidiendo con el lanzamiento oficial de Windows Vista. Office 2007 incluye nuevas características, la más notable es la nueva interfaz gráfica llamada Office Fluent, también conocido como "interfaz de cinta" (en inglés ribbon), que reemplaza al menú y a la barra de herramientas que fueron características desde su inicio.
Office 2007 incluye nuevas aplicaciones y herramientas del lado servidor, de las cuales una sobresaliente es Groove, un sistema de colaboración y comunicación para pequeñas empresas que fue originalmente desarrollado por Groove Networks, hasta que Microsoft lo compró en 2005. También esta nueva versión incluye Microsoft Office Server 2007, un sistema de revisión en red de aplicaciones de Office, tales como Excel o Word.
Más allá de sus incorporaciones, en esta versión se elimina FrontPage definitivamente ya que sus sucesores fueron lanzados como productos independientes: SharePoint Designer y Expression Web.

## Compatibilidad
El formato de documentos utilizado por defecto en Microsoft Office 2007 (OOXML) no es compatible con los de versiones anteriores, por lo tanto se debe descargar un parche para poder abrir (con ciertas limitaciones) estos documentos en versiones antiguas.

## Desarrollo
La primera versión beta de Office 2007 se denominó Beta-1, que fue enviada a varios testers el 16 de noviembre de 2005. La asistencia técnica del Beta-1 fue enviada a los usuarios el 13 de marzo de 2006, esta arregló varios detalles cuando se instalaba bajo Windows Vista.
La versión Beta-2 fue anunciada por Bill Gates en WinHec 2006, esta Beta solo se podía usar desde su sitio web. Las aplicaciones beta funcionaban hasta el 1 de febrero de 2006.

## Críticas
Aunque la cinta de opciones se puede ocultar, PC World escribió que la nueva "cinta de opciones" congestiona el área de trabajo de Office, especialmente para usuarios de computadores portátiles. Otros indican que los grandes iconos causan distracción. PC World ha declarado que la actualización a Office 2007 presenta peligro para ciertos tipos de datos, como plantillas, macros y mensajes de correo electrónico.
Algunos usuarios se han quejado acerca de la pérdida de barras de herramientas flotantes con iconos personalizados y botones de texto.
El nuevo formato de archivo basado en XML .docx, no es compatible con versiones previas a menos de que se instale un "plugin" en la versión antigua (aun así existen limitaciones). Una de las pocas soluciones efectivas al problema es guardar el documento respectivo en un formato compatible con versiones de Office desde la de 1997 al 2003. 
El editor de ecuaciones de Word 2007 es incompatible con Word 2003 y con las versiones previas, y cuando se convierte un archivo DOCX a DOC, las ecuaciones son transformadas en imágenes. En consecuencia, Word 2007 no se puede usar para publicaciones, "compartición de archivos" y esfuerzos colaborativos en cualquier campo basado en las matemáticas, incluyendo ciencia y tecnología, en las cuales los usuarios pueden tener versiones previas de Word. Algunos publicadores no aceptan propuestas en Word 2007; por ejemplo, los publicadores académicos han informado a Microsoft que esto limita severamente el uso de Word 2007 para la publicación escolar.
Algunos usuarios con experiencia en versiones previas de Microsoft Office se quejan acerca de la tediosa búsqueda de herramientas en la "cinta de opciones".
Las nuevas características de Word 2007 para bibliografías soportan únicamente un pequeño número fijo de estilos de citación. Por esto, estas características no pueden ser usadas para estilos bibliográficos académicos cuyo formato de citación no esté soportado. Por ejemplo, el estándar ACM publication format (en inglés) Archivado el 11 de diciembre de 2008 en Wayback Machine. no está soportado.
En cuanto al formato OOXML (Office Open XML), existe cierta controversia promovida por algunos partidarios del estándar ODF desarrollado por OASIS que es ya el estándar ISO 26300 y que no deseaban que OOXML culminara el proceso de estandarización ISO.

## Componentes
Microsoft Office incluye los siguientes componentes. Algunos de ellos, tales como Visio o Project se vendían por separado.
- Microsoft Access
- Microsoft Accounting
- Microsoft Excel
- Microsoft Groove
- Microsoft InfoPath
- Microsoft OneNote
- Microsoft Outlook
- Microsoft PowerPoint
- Microsoft Project
- Microsoft Publisher
- Microsoft Visio
- Microsoft Word

## Conjuntos de aplicaciones de Microsoft Office
| Aplicaciones | Basic      | Home and Student | Standard         | Small Business         | Professional | Ultimate | Professional Plus | Enterprise |
| Licencias    | OEM        | OEM y Retail     | Retail y Volumen | OEM, Retail, y Volumen | OEM y Retail | Retail   | Volumen           | Volumen    |
| ------------ | ---------- | ---------------- | ---------------- | ---------------------- | ------------ | -------- | ----------------- | ---------- |
| Word         | Sí         | Sí               | Sí               | Sí                     | Sí           | Sí       | Sí                | Sí         |
| Excel        | Sí         | Sí               | Sí               | Sí                     | Sí           | Sí       | Sí                | Sí         |
| PowerPoint   | Solo visor | Sí               | Sí               | Sí                     | Sí           | Sí       | Sí                | Sí         |
| OneNote      | No         | Sí               | No               | No                     | No           | No       | Sí                | Sí         |
| Outlook      | Sí         | No               | Sí               | Sí                     | Sí           | Sí       | Sí                | Sí         |
| Publisher    | No         | No               | No               | Sí                     | No           | No       | Sí                | Sí         |
| Access       | No         | No               | No               | No                     | Sí           | Sí       | Sí                | Sí         |
| InfoPath     | No         | No               | No               | No                     | No           | No       | Sí                | Sí         |
| Groove       | No         | No               | No               | No                     | No           | No       | Sí                | Sí         |
| Accounting   | No         | No               | No               | No                     | No           | No       | Sí                | Sí         |
| Visio        | No         | No               | No               | No                     | No           | No       | No                | No         |
| Project      | No         | No               | No               | No                     | No           | No       | No                | No         |